# 物権変動
物権変動（ぶっけんへんどう）とは、物権の発生・変更・消滅の総称。物権の主体の立場からは物権の得喪及び内容変更をいう。

## 物権変動の原因
物権変動の主要なものは法律行為及び相続である。このほかに時効、無主物先占、遺失物拾得、埋蔵物発見、添付、混同、放棄、公用徴収、没収などがある。
- 物権の発生
  - 絶対的発生 - 家屋の新築など[2]
  - 相対的発生 - 既存の物に関するもので、原始的取得（原始取得）と承継的取得（承継取得）がある[2]。
    - 原始取得 - 時効取得、即時取得、無主物先占、遺失物拾得、添付（付合、混和、加工）など。
    - 承継取得 - 包括承継、特定承継
- 物権の変更
  - 内容の変更 - 地上権の存続期間の変更など[2]
  - 作用の変更 - 共有物の分割禁止など[2]
- 物権の消滅
  - 絶対的消滅 - 客体の滅失や動産所有権の放棄など[2]
    - 目的物の滅失
    - 放棄

  - 物権は原則として単独の意思表示で消滅させることができる[3]。物権の放棄によって物権上の権利者が害される場合には放棄は許されない[4]。
  - 相対的消滅 - 他の者にとって相対的発生を意味する場合[2]

## 公示の原則と公信の原則

### 公示の原則
公示の原則（消極的信頼の原則）とは、物権変動には外部から認識しうるように対抗要件を伴うことを要するという原則をいう。
物権には排他性があり物権変動の事実は第三者の権利関係に大きく影響するので、物権変動を第三者に対抗するためには対抗要件を備える必要がある。

### 公信の原則
公信の原則（積極的信頼の原則）とは、対抗要件を伴った物権変動の外観が存在し、それを第三者が信頼した場合には実体的な物権変動が存在しなくてもその信頼を保護すべきという原則をいう。
日本では動産物権変動については即時取得制度によって公信の原則が採用されている一方、不動産物権変動については不動産登記に公信力を認めなかったので民法第94条2項類推適用（権利外観法理）によって取引の安全を図っている。

## 契約による物権変動に関する立法例

### 形式主義と意思主義
物権変動のための要件について形式主義と意思主義に分かれる。
- ドイツ法（形式主義・登記主義）
物権変動そのものは原因行為（売買契約等）から独立した物権行為すなわち物権的合意及び登記によって生じるとする立法例[5]。
- フランス法（意思主義）
物権変動は原因行為（売買契約等）とともに発生するのを原則とし物権変動のために一定の形式を備えることを要しないとする立法例[5]。

### 成立要件主義と対抗要件主義
登記の持つ意味について成立要件主義と対抗要件主義に分かれる。
- ドイツ法（成立要件主義）
公示手段である登記は単に対第三者関係でのみ意味をもつものではなく、同時に当事者間では物権変動を成立させる要件であるとする立法例[5]。
- フランス法（対抗要件主義）
公示手段である登記は当事者間での物権変動とは直接の関係はなく、単に対第三者関係で物権変動を対抗するための要件であるとする立法例[5]。

### 物権行為の独自性
物権行為の独自性とは債権行為と物権移転行為の分離の有無の問題である。
- ドイツ法（物権行為の独自性を肯定）
売買契約等の原因行為のみでは当事者双方に債権的義務を生じるのみで、物権変動のためには原因行為とは別個の法律行為を必要とする立法例[5]。
- フランス法（物権行為の独自性を否定）
売買契約等の原因行為によって当事者双方に債権的義務を生じるとともに、物権変動も債権の効力として生じるとする立法例[5]。

### 物権行為の無因性
物権行為の無因性とは原因行為の瑕疵が物権変動に及ぼす影響の有無の問題である。
- ドイツ法（無因主義）
形式主義をとり、原因行為が効力を失った場合でも、物権変動の効力そのものは何ら影響を受けないとする立法例[5]。この場合、不当利得返還という形での物権関係の処理が問題となるにすぎない[5]。
- スイス法（有因主義）
形式主義を前提としつつ、原因行為が効力を失った場合には、物権変動の効力も失われるとする立法例[5]。
- フランス法
意思主義のもとで、物権変動は債権の効力として生じるものであるから原因行為が効力を失うときは物権変動の効力も当然に失われるとする立法例[5]。無因主義か有因主義かという問題は存在しない[5]。

## 日本法における契約による物権変動

### 意思主義の採用
日本の民法176条は「物権の設定及び移転は、当事者の意思表示のみによって、その効力を生ずる」と定め、民法177条と民法178条では登記又は引渡しを第三者に対する対抗要件としている。民法176条が形式主義を採用していないことは確かであり、一般には意思主義に立ったものと理解されている。
意思主義の下でも例外的に所有権移転等の物権変動が契約成立時に生じない場合（当事者間に特約がある場合、不特定物売買で特定がなされていない場合、他人物売買の場合など）がある点に注意を要する。
また、先述のように日本法では対抗要件主義が採用されている。物権変動を第三者に対抗するためには対抗要件を備えなければならない。
- 不動産物権変動の対抗要件
不動産物権変動の対抗要件について、民法は「不動産に関する物権の得喪及び変更は、不動産登記法その他の登記に関する法律の定めるところに従いその登記をしなければ、第三者に対抗することができない」（民法177条）と規定する（不動産物権変動の対抗要件は不動産登記である）。
- 動産物権変動の対抗要件
動産物権変動の対抗要件について、民法は「動産に関する物権の譲渡は、その動産の引渡しがなければ、第三者に対抗することができない」（民法178条）と規定する。また、「動産及び債権の譲渡の対抗要件に関する民法の特例等に関する法律」は一定の動産物権変動につき動産譲渡登記を認めている。したがって、動産物権変動の対抗要件は引渡しまたは動産譲渡登記である。ただし、船舶や自動車など特別の登記制度や登録制度のある動産については、各種特別法上の登記や登録が物権変動の対抗要件である（船舶登記や自動車登録など）。
- 慣習法上の対抗要件
立木や未分離果実などについては慣習法上、「明認方法」と呼ばれる対抗要件が認められている。

### 物権行為の独自性に関する論点
民法第176条の「意思表示」が債権的意思表示を指しているのか、それとも債権的意思表示とは別個に必要とされる物権的意思表示を必要とするのかは必ずしも明らかではない。日本の民法の解釈においても、民法第176条の「意思表示」とは物権的意思表示を指すもので債権的意思表示とは別個に必要とされると解する少数説（物権行為独自性肯定説）があるが、通説・判例は民法第176条の「意思表示」とは債権的意思表示でありこれによって物権変動も生じるのであり別個の物権的意思表示は不要であると解している（物権行為独自性否定説）。民法176条の「意思表示」を債権契約とは別個の物権変動を目的とする物権的合意と解することは、ドイツ法のように物権の成立に法定の方式を必要とする立法のもとでは意味があるが、日本の法制のようにいずれにしても物権の成立のために何ら方式を要求しない立法のもとでは意味がなく無用の理論構成であると解されるためである。民法制定作業の沿革からは176条はフランス法の系統を引くものとされ判例は物権行為の独自性を否定している。学説も当初そのように解釈していたが、明治末期に独自性の支持に移り、大正末期から再び判例を支持するに至っている。

### 物権行為の無因性に関する論点
意思主義のもとでは債権行為と物権行為とは峻別されてはない。債権行為と物権行為は同じ意思表示によって生じることから有因無因の問題もそもそも生じない。
日本の通説・判例は物権行為独自性否定説に立つが、物権行為独自性否定説からは物権行為の無因性の問題を生じないものと解されており、物権行為の無因性を肯定することは民法の法解釈の点でも難があるとして、日本では物権行為は有因であるとする物権行為無因性否定説が通説となっている。ここでいう有因とは債権的効果が発生しない場合には物権変動も生じないという意味において結果的に有因主義と同じこととなるということである。
なお、当事者間の特約により物権的意思表示が別個に切り離されている場合の扱いについては物権行為無因性否定説の中で議論がある。

## 物権変動の時期
意思主義のもとで債権行為と物権行為とは峻別されていないとすると、物権変動は当事者間の意思表示と同時に生じることとなる。これは日本の民法176条の文理に忠実な解釈である。しかし、特に不動産売買のような場合に口頭の売買契約があれば直ちに所有権が移転するというのは一般の人々の意識に反するという問題が指摘される。そこで大部分の学説は意思主義に立ちつつ、物権変動の生じる時期について特約のない限り契約時であるという学説（判例の立場）とは別に代金支払い又は引渡し・登記のいずれかが行われた時点であるとする学説や所有権は段階的に移転するとみる学説もあり分かれている。
- 契約時説（判例）
特約のない限り売買契約時に所有権が移転する（最判昭33・6・20民集12巻10号1585頁）[15]。
- 有償性説
- 段階的移転説　（鈴木禄禰が提唱）
所有権が段階的に移るという学説に対しては売買当事者間で所有権確認が争われる場合や税法上の処理の際の問題点が指摘されている[14]。